# Euproctis postalbata
Euproctis postalbata är en fjärilsart som beskrevs av Matsumura 1933. Euproctis postalbata ingår i släktet Euproctis och familjen tofsspinnare. Inga underarter finns listade i Catalogue of Life.